# Ройалтон (тауншип, Миннесота)
Ройалтон (англ. Royalton) — тауншип в округе Пайн, Миннесота, США. На 2000 год его население составило 976 человек.

## География
По данным Бюро переписи населения США площадь тауншипа составляет 90,1 км², из которых 88,9 км² занимает суша, а 1,2 км² — вода (1,29 %).

## Демография
По данным переписи населения 2000 года здесь находились 976 человек, 340 домохозяйств и 266 семей.  Плотность населения —  11,0 чел./км².  На территории тауншипа расположено 419 построек со средней плотностью 4,7 построек на один квадратный километр. Расовый состав населения: 98,36 % белых, 0,51 % афроамериканцев, 0,31 % коренных американцев, 0,31 % азиатов, 0,10 % — других рас США и 0,41 % приходится на две или более других рас. Испанцы или латиноамериканцы любой расы составляли 0,82 % от популяции тауншипа.
Из 340 домохозяйств в 37,9 % воспитывались дети до 18 лет, в 66,8 % проживали супружеские пары, в 6,2 % проживали незамужние женщины и в 21,5 % домохозяйств проживали несемейные люди. 17,9 % домохозяйств состояли из одного человека, при том 7,4 % из — одиноких пожилых людей старше 65 лет. Средний размер домохозяйства — 2,85, а семьи — 3,20 человека.
29, % населения — младше 18 лет, 7,1 % — в возрасте от 18 до 24 лет, 29,7 % — от 25 до 44, 22,5 % — от 45 до 64, и 10,8 % — старше 65 лет. Средний возраст — 37 лет. На каждые 100 женщин приходилось 110,3 мужчин.  На каждые 100 женщин старше 18 приходилось 109,8 мужчин.
Средний годовой доход домохозяйства составлял 43 000 долларов, а средний годовой доход семьи —  49 318 долларов. Средний доход мужчин —  33 636  долларов, в то время как у женщин — 28 750. Доход на душу населения составил 18 729 долларов. За чертой бедности находились 1,9 % семей и 4,6 % всего населения тауншипа, из которых 9,1 % старше 65 лет.